# Atanycolus pilosiventris
Atanycolus pilosiventris är en stekelart som beskrevs av Roy D. Shenefelt 1943. Atanycolus pilosiventris ingår i släktet Atanycolus och familjen bracksteklar. Inga underarter finns listade.